# Snake Davis

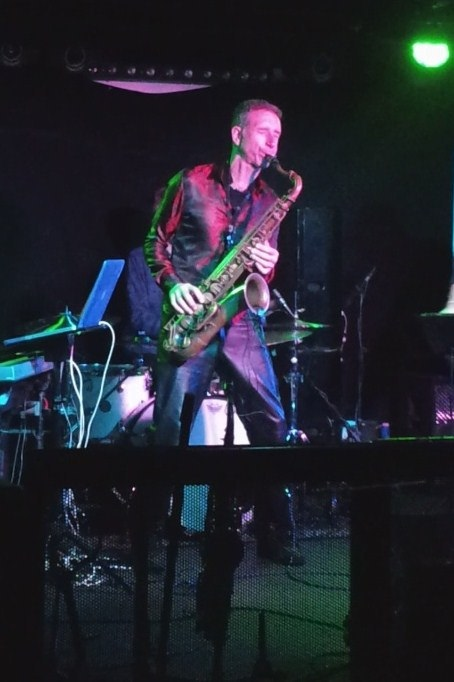
Snake Davis in York, 2014

Christopher McFarland Davis (artiestennaam Snake Davis) is een Britse blues-, soul, funk- en smooth-jazzmuzikant. Hij speelt saxofoon (altsaxofoon, tenorsaxofoon, baritonsaxofoon, sopraansaxofoon) en fluit. Hij is vooral actief als sessiemuzikant.

## Loopbaan
Davis speelde mee op talloze albums, van onder anderen Lisa Stanfield, Ray Charles, Tom Jones, Culture Club, George Michael, Tina Turner, Paul Hardcastle, Take That, Cher, Kylie Minogue, Paul McCartney, Dave Stewart, Paul Young, Pet Shop Boys, Robert Palmer, Tanita Tikaram, Motörhead, Primal Scream, Spice Girls, Cliff Richard, Dionne Warwick en Amy Winehouse.
Naast zijn sessiewerk en werk als sideman bij concerten heeft hij ook een solocarrière. In de jaren tachtig was hij frontman van de groep Zoot and the Roots. Hij toerde met zijn band 'Snake Davis & the Charmers' en met 'The Blue Shoes' (met Jim Diamond). Tevens speelde hij in 'The Burden of Paradise' (met onder anderen Helen Watson). Hij is saxofonist in de band van de tv-programma Tonight with Jonathon Ross. Voor ITV presenteerde hij een saxofoon-masterclass.

## Discografie
- Reaching Out, Charming Records, 1998
- Snakebites, Via Records, 2001
- Hysteria, Skin Records, 2003
- Adder Lessons
- Snake Strings
- Missing You
- Mascara
- Talking Bird, Skin Records, 2008